# Palantir
En l'univers del Senyor dels Anells, els palantirs o palantiri eren un conjunt de pedres vidents que donaven al seu usuari la capacitat de veure llocs i esdeveniments remots i de comunicar-se entre elles per informar a distància.
Se sap que originàriament n'hi havia set, però moltes es van perdre i només en queden quatre, una a Ísengard, una altra a Minas Tirith i una altra vora la cova del rei dels morts, però l'altra va acabar en mans del Senyor Fosc, Sàuron, per la qual cosa és perillós usar-les.
En Dènethor va fer ús del de Minas Tirith i el senyor fosc el va ofuscar amb els seus pensaments fins que al final en Dènethor es va consumir a la pira.